# Сусупе
Сусупе — населений пункт (формально місто, фактично поселення), розташоване в південно-західній частині острова Сайпан, що входить до складу володіння США Північні Маріанські Острови в Тихому океані. Поселення є фактичним адміністративним центром території, в ньому розташовується велика частина державних установ; незважаючи на це, офіційно адміністративним центром вважається Капітолійський пагорб, де розташовуються уряд та парламент. Населення станом на 2000 рік становило 2083 осіб.

## Історія
У період японського правління на Маріанських островах (Японія володіла ними в період з 1918 року, отримавши їх як частину підмандатної території, сформованої рішенням Ліги націй з колишніх німецьких володінь у північній Океанії, по 1944 рік, коли ці території були окуповані США в ході Другої світової війни) поблизу Сусупе були засновані плантації цукрової тростини й кави, а сам порт став важливим центром з торгівлі сільськогосподарськими продуктами в Південних морях. В ході битви за Сайпан під час Другої світової війни були зруйновані побудоване японцями святилище (дзиндзя) Мінаміке, католицька церква й кілька цукрових заводів. Після війни, перейшовши до США, поселення стало адміністративним центром і Маріан, і всієї північної Океанії: в ньому розташовувалися урядові будівлі, готелі й курорт, підприємства текстильної та харчової промисловості. Значення Сусупе дещо знизилося після 1962 року, коли був заснований Капітолійський пагорб, однак поселення і понині залишається найбільшим населеним пунктам на Північних Маріанських островах.

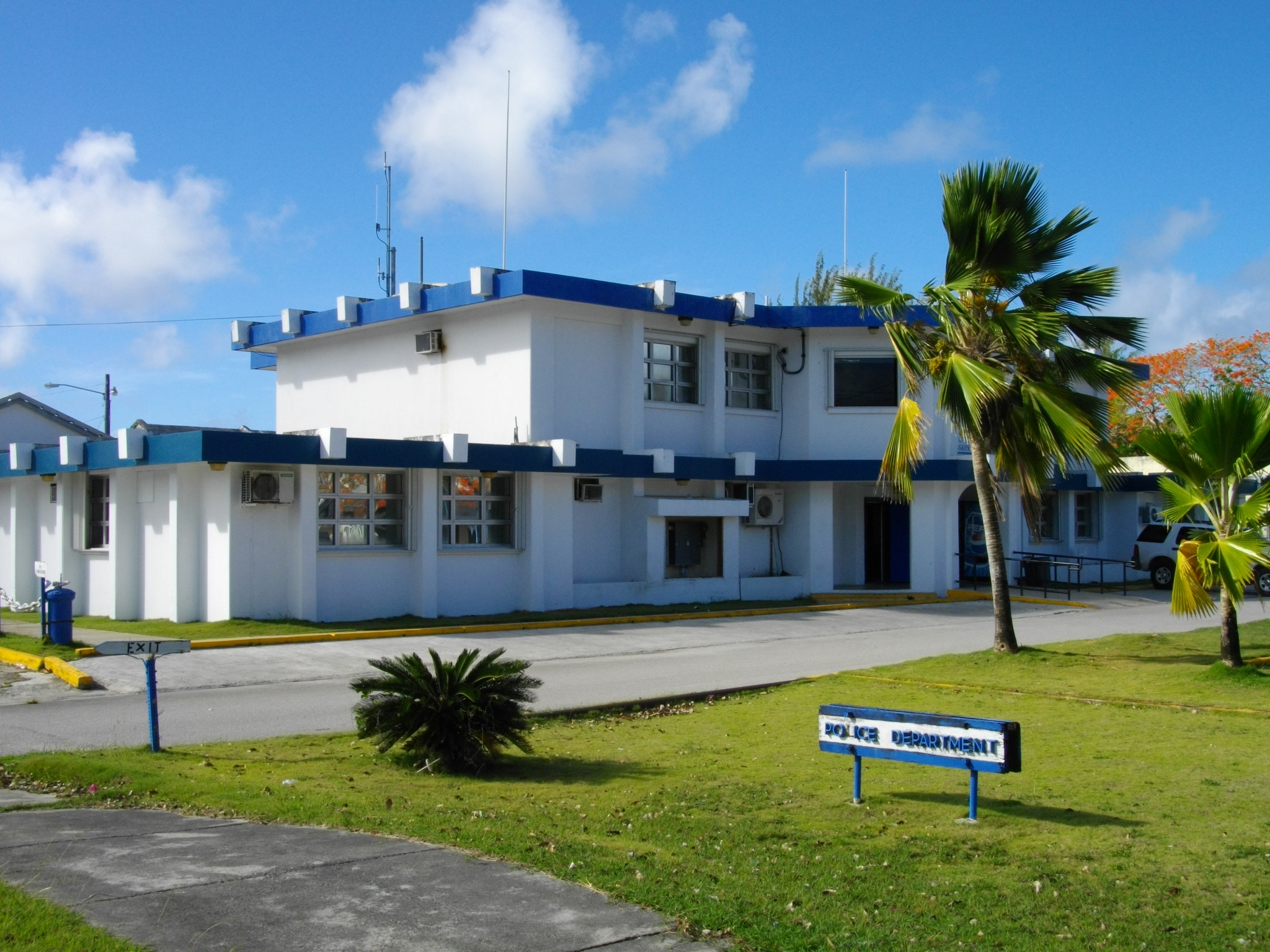
Головне відділення поліції в Сусупе.

У Сусупе розташовані майже всі державні установи Північних Маріан, за винятком уряду й парламенту: Верховний суд, суд нижчої інстанції, офіс прокурора, бюро з імміграції, центральна поліцейська дільниця, центральне відділення пожежної охорони, в'язниця, а також міський парк, публічна бібліотека та стадіон. У поселенні розташовані також дві середні школи, два готелі, торговий центр і бізнес-центр, центральний ринок, католицький собор, руїни синтоїстського святилища, зруйнованого під час війни, і цвинтар японських солдатів.

## Географія
Поруч з Сусупе розташоване однойменне прісноводне озеро — єдине на Сайпані, а навколо нього — 17 невеликих ставків. Околиці озера населяють 17 видів птахів, які є ендеміками острова.

## Транспорт
За 3 км на північний захід від Сусупе розташований міжнародний аеропорт Сайпан. Громадського транспорту як такого в місті немає, але є два маршрути приміських автобусів для туристів: до готелю в центрі міста і до поселення Гарапан.